# Carlo Cristofori
Carlo Cristofori, italijanski rimskokatoliški diakon in kardinal, * 5. januar 1813, Viterbo, † 30. januar 1891, Rim.

## Življenjepis
27. julija 1885 je bil povzdignjen v kardinala in imenovan za kardinal-diakona Ss. Vito, Modesto e Crescenzia. Diakonsko posvečenje je prejel 6. decembra istega leta.
14. marca 1889 je bil imenovan za prefekta Kongregacije za odpustke in relikvije.